# Letteratura di adab
Con letteratura di adab (in arabo تاريخ ﺍلادب‎?, tāʾrīkh al-adab) si intende un tipo di letteratura prosastica che si sviluppa nella prima età abbaside: un periodo ben preciso della storia della letteratura araba (750-900 ca). In questo periodo storico, in particolare nella capitale Baghdad, c'è una grande diffusione del benessere economico, accompagnata da importanti cambiamenti sociali che, assieme alla presenza di mecenati e di un pubblico colto, apre la strada alla diffusione delle conoscenze tramite la scrittura e in particolare la prosa.
La prosa letteraria infatti, scarsamente trasmessaci per l'età precedente, dilaga nell'età abbaside raggiungendo la sua piena maturità.

## Significato diadab
Nei testi più antichi, adab è inteso come "modo di comportarsi, abitudine" da imitare e rispettare accentuando l'aspetto morale. Con l'evoluzione della cultura islamica il termine adab ha acquisito un valore intellettuale indicando quanto un uomo debba conoscere per essere colto, raffinato ed educato. Il significato della radice adab infatti ripropone l'idea di "invitare qualcuno a un banchetto"

## Caratteristiche
La trasmissione dell'istruzione e del sapere furono una delle caratteristiche principali delle opere d'adab rivolte a ministri, principi, amministratori (kuttāb). Fu questo dunque un periodo in cui le conoscenze acquisite divenivano sempre più ampie e fu sentita la necessità di selezionare le questioni principali e renderle accessibili ad un pubblico più vasto; un pubblico formato non più esclusivamente da scienziati ma anche da uomini colti che occupavano posti di responsabilità e che dovevano essere dotati di una cultura generale di base per svolgere la propria attività e per partecipare attivamente alla vita sociale.
L'adab fu quindi una tecnica e un modello culturale composto da temi diversi trasmessi in lingua araba classica elegante ed elaborata in modo da riuscire a presentare argomenti seri in una forma gradevole e adeguata all'ambiente.
Per questo motivo infatti venne dato spazio ad aneddoti morali e didattici, al fine di istruire che costituivano un repertorio al quale i lettori attingevano per diletto o intrattenimento.
L'adab, in un ulteriore momento, accentua quindi il suo aspetto didattico ed educativo grazie all'intervento di esponenti quali al-Ǧāḥiẓ che, con la sua opera "Kitāb al-ḥayawān" (Il libro degli animali), tenta un'azione di educazione intellettuale il cui punto focale è la società musulmana fatta di classi sociali e categorie diverse, rappresentata con tono ironico e in una prosa ricca di sinonimi e sfumature.

## Altri autori
- Ibn Qutayba, Kitāb al-shiʿr wa l-shuʿarāʾ (Libro sulla poesia e i poeti)
- Ṭabarī, Kitāb taʾrīkh al-rusul wa l-mulūk (Il libro dei profeti della storia e dei re)
- Al-Ya'qubi, Muʿjam al-udabāʾ
- Ibn Khordadhbeh, Kitāb al-masālik wa l-mamālik (Libro delle strade e dei Reami)
- Ibn 'Abd Rabbih
- Qudama ibn Ja'far, Kitāb al-kharāj wa ṣinaʿat al-kātib (Il libro dell'imposta e della tecnica del segretario)
- Al-Muqaddasi
- Ibn Hawqal
- Abu Tammam